# فرانك فنسنت (لاعب كرة قدم)
فرانك فنسنت (بالإنجليزية: Frank Vincent)‏ هو لاعب كرة قدم بريطاني، ولد في 23 أبريل 1999 في لندن في المملكة المتحدة.